# Bror Johan Pettersson
Bror Johan (John) Pettersson ( 1895 – 1957 ) fue un botánico finés.
- La abreviatura «Pett.» se emplea para indicar a Bror Johan Pettersson como autoridad en la descripción y clasificación científica de los vegetales.[1]